# Liga Światowa w piłce siatkowej (historia)

## 1990
Inauguracyjna edycja Ligi Światowej odbyła się w 1990 roku. Wzięło w niej udział 8 reprezentacji, które podzielone zostały na dwie grupy. W grupie A znalazły się Brazylia, Francja, Stany Zjednoczone oraz Włochy, natomiast w grupie B - Chiny, Holandia, Japonia oraz ZSRR. FIVB do rozgrywek nie zaprosiła m.in. Szwedów - wicemistrzów Europy z 1989 r., Argentyńczyków - brązowych medalistów Igrzysk Olimpijskich z 1988 r. oraz Kubańczyków.
W ciągu sześciu tygodni w każdej grupie drużyny rozegrały między sobą po cztery spotkania (dwa jako gospodarz i dwa jako gość). W sumie w ramach fazy interkontynentalnej odbyło się 48 spotkań. Do turnieju finałowego awans uzyskały po dwie najlepsze reprezentacje z poszczególnych grup, tj. Włochy i Brazylia z grupy A oraz Holandia i ZSRR z grupy B.
Turniej finałowy odbył się w dniach 14-15 lipca w Osace. W turnieju nie wzięła udziału reprezentacja Japonii, ponieważ wówczas gospodarz nie miał zapewnionego startu w turnieju finałowym. W pierwszym półfinale reprezentacja Włoch pokonała w pięciu setach ZSRR. W drugim półfinale reprezentacja Holandii zwyciężyła z Brazylią 3:0. W meczu o brązowy medal Brazylia pokonała ZSRR 3:1, natomiast w finale Włochy zwyciężyły z Holandią 3:0, zdobywając pierwszy tytuł. 
MVP turnieju finałowego wybrany został Andrea Zorzi.
Suma nagród w pierwszej edycji wyniosła milion dolarów.

## 1991
W drugiej edycji istnienia LŚ władze FIVB zwiększyły liczbę zespołów występujących w tych rozgrywkach z 8. do 10. W miejsce słabo spisującej się w poprzedniej edycji reprezentacji Chin, zaproszono Kanadę, Koreę Południową i Kubę. Ta ostatnia została rewelacją rozgrywek. Wygrała grupę A przed Holandią, Brazylią, Francją i Kanadą, doznając w tej fazie tylko jednej porażki. W grupie B dwa pierwsze miejsca zajęły ekipy ZSRR i Włoch przed USA, Japonią i Koreą Południową.
Do turnieju finałowego w Mediolanie awansowały jak w roku poprzednim po dwa najlepsze zespoły z obu grup.
W pierwszym meczu półfinałowym Włosi po dramatycznej walce zwyciężyli Holendrów 3:2 (choć pomarańczowi prowadzili już 2:0 w setach, i 14-10 w trzecim). W drugim równie zaciętym półfinale Kuba pokonała reprezentację ZSRR 3:2.
W finale ekipa Włoch gładko pokonała rewelacyjną Kubę 3:0 (16:14, 15:12, 15:13).
Najlepszym zawodnikiem (MVP) Ligi Światowej 1991 wybrano ponownie Włocha Andreę Zorziego. Pula nagród w drugiej edycji wyniosła 2 mln dolarów.

## 1992
W trzeciej edycji władze FIVB ponownie zwiększyły liczbę zespołów, tym razem do 12. Powrócili Chińczycy, a debiutantem zostały Niemcy.
Po raz pierwszy zespoły podzielono na 3 grupy. Po dwie najlepsze drużyny z każdej z nich znalazły się następnie w jednej grupie finałowej w Genui, w której wliczono wyniki bezpośrednich spotkań z fazy eliminacyjnej.
W grupie A wygrali Amerykanie przed Rosją, w grupie B Kubańczycy przed Holendrami, a grupie C Włosi przed Brazylią.
Grupę finałową wygrali Włosi przed Kubą, Holandią i USA.
W półfinałach (rozstawienie na podstawie miejsc w grupie finałowej, według systemu: 1 miejsce – 4 miejsce, 2 miejsce – 3 miejsce) Włosi pokonali USA 3:0, a Kuba Holandię 3:1.
W finale zwyciężyła po raz trzeci z rzędu ekipa Włoch pokonując Kubę 3:1 (14:16, 15:3, 15:11, 15:11).
Najlepszym zawodnikiem (MVP) Ligi Światowej 1992 wybrano Włocha - Lorenzo Bernardi. Pula nagród w trzeciej edycji wyniosła 3 mln dolarów.

## 1993
W czwartej edycji władze FIVB zrezygnowały z systemu rozgrywek z grupą finałową. Zmienił się też skład rundy eliminacyjnej. W miejsce Kanady oraz Francji dano szansę debiutantom - Finlandii i Grecji (które nie wykorzystały szansy, zajmując ostatnie miejsca). Nie zmieniła się liczba zespołów, ponownie wystartowało 12 reprezentacji.
W grupie A dwa premiowane awansem do półfinału miejsca zajęli Rosjanie i Brazylijczycy, a w grupie B Włochy i Kuba, awansując do fazy finałowej w São Paulo.
W półfinałach dobra passa Włochów została wreszcie przerwana. Reprezentanci Półwyspu Apenińskiego zostali gładko pokonani przez gospodarzy rundy finałowej – Brazylijczyków 3:0. W drugim meczu półfinałowym Rosja wygrała z Kubą 3:1.
W finale zwyciężyła po raz pierwszy ekipa Brazylii pokonując łatwo Rosję 3:0 (15:2, 15:13, 15:9). Mecz miał przebieg jednostronny, a dominację zespołu "canarinhos" unaocznia szczególnie rozmiar zwycięstwa w pierwszym secie.
Najlepszym zawodnikiem (MVP) Ligi Światowej 1993 wybrano Brazylijczyka - Giovane Gávio. Pula nagród w czwartej edycji wyniosła 3 mln dolarów.

## 1994
W piątej edycji powrócono do koncepcji eliminacji, składającej się z trzech grup po cztery zespoły. Dalej miały awansować po dwie najlepsze drużyny z każdej z nich. Jednak zamiast grupy finałowej wprowadzono dwie fazy rundy ćwierćfinałowej, w której zespoły z pierwszych miejsc grup eliminacyjnych zmierzyły się z zespołami z drugich miejsc z pozostałych grup.
W miejsce słabej Finlandii dopuszczono do rozgrywek Bułgarię. I był to debiut bardzo udany. Bułgarzy dotarli aż do półfinału! Wcześniej jednak zajęli drugie miejsce w swojej grupie eliminacyjnej - B, tuż za Brazylią. Następnie w ćwierćfinale rozprawili się z Holandią i Rosją.
Grupę eliminacyjną A wygrały Włochy i Rosja, natomiast C Holandia i Kuba. Od fazy ćwierćfinałowej mecze odbywały się w Mediolanie. W niej poza Bułgarią najlepiej zaprezentowały się zespoły Brazylii, Włoch i Kuby.
W półfinałach Bułgarzy wreszcie znaleźli swoich pogromców, ulegając Włochom 0:3. W drugim meczu półfinałowym walka była o wiele bardziej zacięta. Kuba dopiero w tie-breaku (22:20) wygrała z Brazylią 3:2.
W finale już po raz trzeci spotkały się reprezentacje Włoch i Kuby (poprzednio w 1991 i 1992 roku). I po raz kolejny Squadra Azzurra pokazała, że jest mocniejsza. Włosi wygrali spokojnie 3:0 (15:13, 15:8, 15:9).
Najlepszym zawodnikiem (MVP) Ligi Światowej 1994 wybrano Włocha - Andrea Giani. Pula nagród w piątej edycji wyniosła 6 mln dolarów.